# Dayah Teungku (Syamtalira Aron)
Dayah Teungku is een bestuurslaag in het regentschap Aceh Utara van de provincie Atjeh, Indonesië. Dayah Teungku telt 268 inwoners (volkstelling 2010).